# Premio Sufragio Científico
El Suffrage Science award es un premio para mujeres en ciencia, ingeniería e informática fundado en 2011, en el centenario del Día Internacional de la Mujer, por el MRC London Institute of Medical Sciences (LMS).    Hay tres categorías de premios:
1. Ciencias de la vida
2. Ingeniería y ciencias físicas
3. Matemáticas y computación

El premio de Ciencias de la Vida se creó en 2011 y cada año se conceden diez galardones en el ámbito de la investigación y uno en el de la comunicación. El premio de ingeniería y ciencias físicas se creó en 2013y cada año hay 12 galardonados en áreas que abarcan la física, la química y otras. El premio de Matemáticas e Informática se creó el Día de Ada Lovelace de 2016: cada año hay cinco galardonados de Matemáticas, cinco de Informática y uno de Comunicación Científica y Divulgación de la Ciencia.

## Galardonados
Entre los galardonados se encuentran:

### 2021
Los ganadores de Ingeniería y Ciencias Físicas fueron: 

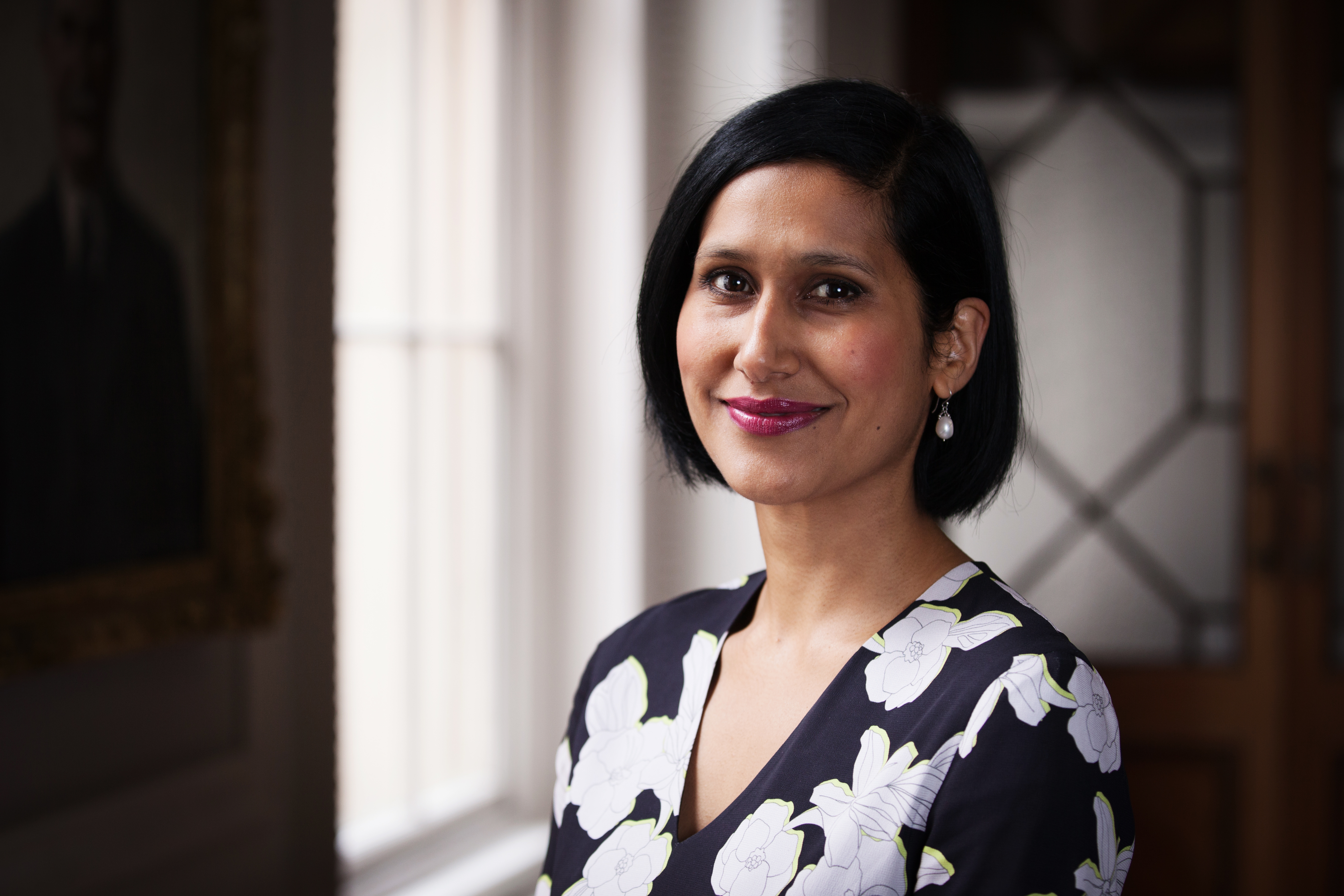
Hayaatun Sillem ganó el premio en 2021

- Gaitee Hussain, Agencia Espacial Europea, Países Bajos
- Syma Khalid, Universidad de Southampton, Reino Unido
- Natalie Stingelin, Instituto de Tecnología de Georgia, EE. UU.
- Ina van Berckelaer-Onnes, Universidad de Leiden, Países Bajos
- Hayaatun Sillem, CBE, Real Academia de Ingeniería, Reino Unido
- Ruth Cameron, Universidad de Cambridge, Reino Unido
- Elin Röös, Universidad Sueca de Ciencias Agrícolas, Suecia
- María Dolores Martín Bermudo, Centro Andaluz de Biología del Desarrollo, España
- Samaya Nissanke, Universidad de Ámsterdam y Nikhef, Países Bajos
- Gerjo van Osch, Centro Médico de la Universidad Erasmus, Países Bajos
- Valérie Orsat, Universidad McGill, Canadá
- Mary Anti Chama, Universidad de Ghana, Ghana

### 2020

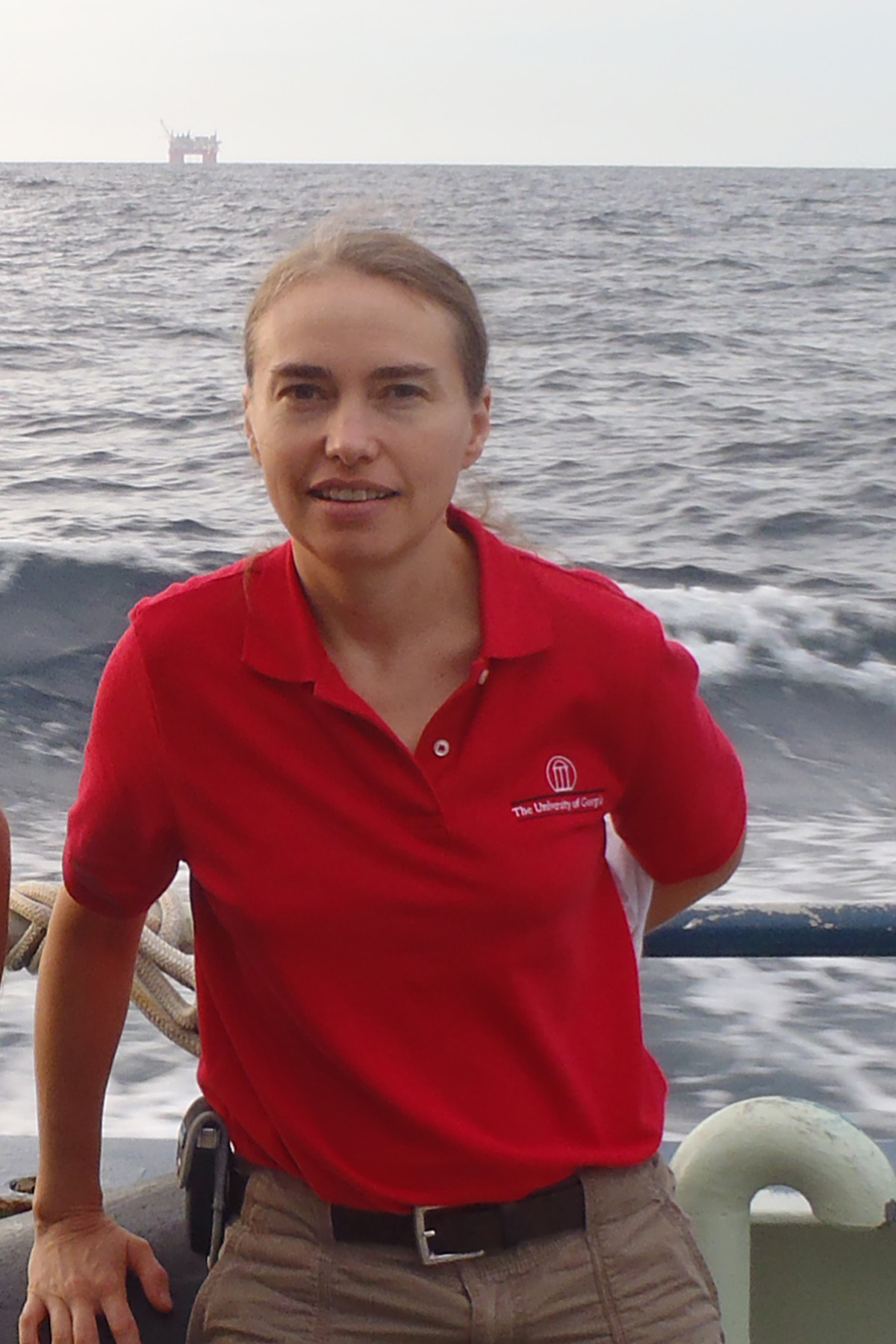
Samantha Joye ganó el premio en 2020

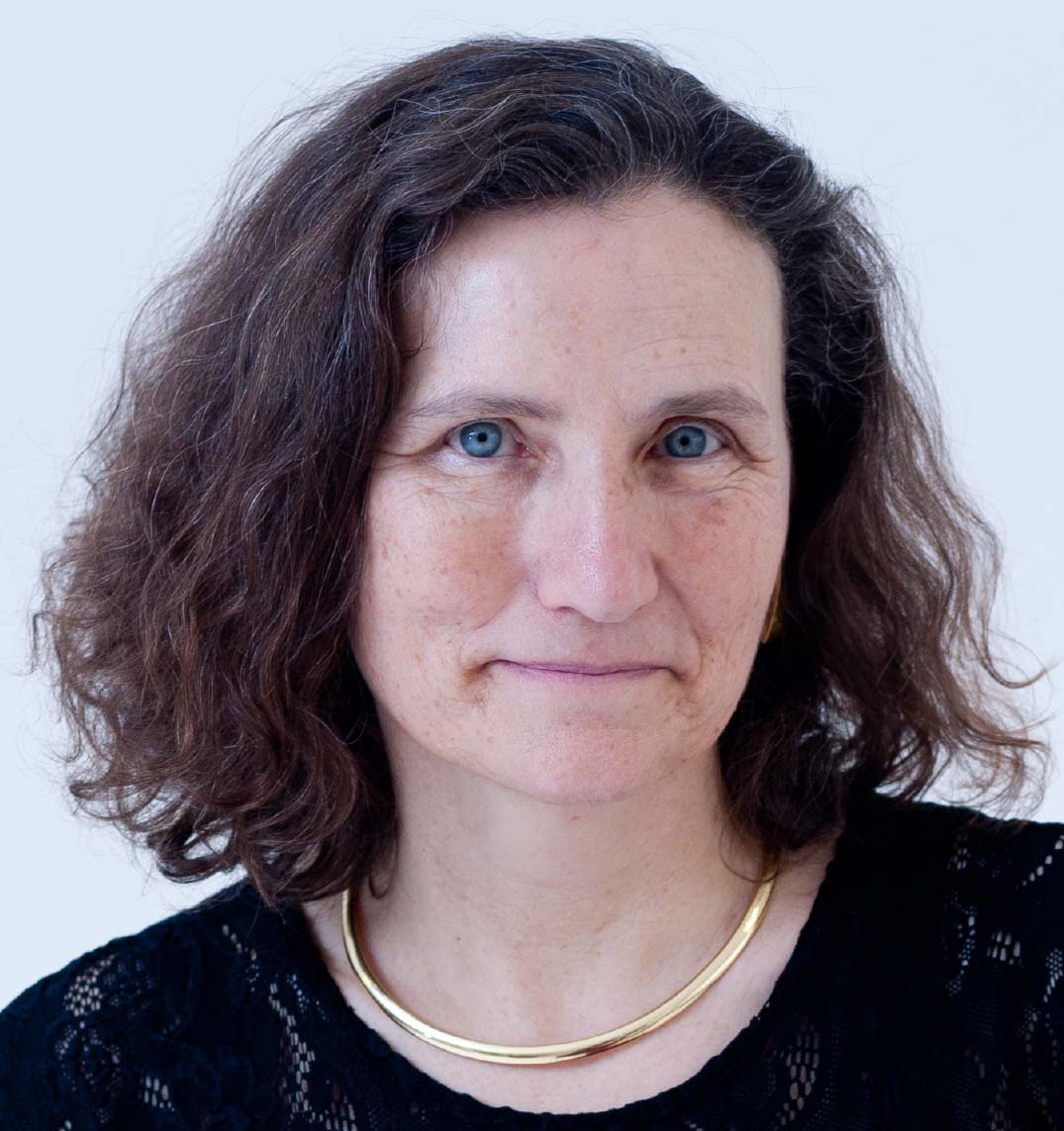
Wendy Mackay ganó el premio en 2020.

Los ganadores del premio Ciencias de la Vida   fueron:
- Kelly Nguyen (científica), Laboratorio de Biología Molecular del MRC [11]
- Naomi Matsuura, Universidad de Toronto, Canadá
- Elspeth Garman, Universidad de Oxford, Reino Unido[12]
- Veronique Miron, Universidad de Edimburgo, Reino Unido[13]
- Cécile Martinat, I-STEM, Francia[14]
- Zena Werb, Universidad de California, San Francisco, EE. UU.[15]
- Samantha Joye, Universidad de Georgia, EE. UU.[16]
- Gisou van der Goot, EPFL Lausana, Suiza
- Karalyn Patterson, Universidad de Cambridge, Reino Unido
- Laura Colgin, Universidad de Texas Austin, EE. UU.
- Claudia Mazzà, Universidad de Sheffield, Reino Unido

Los ganadores del premio de Matemáticas e Informática fueron:
- Rhian Daniel, Universidad de Cardiff
- Juhyun Park, Universidad de Lancaster (Reino Unido) y ENSIIE (Francia)
- Apala Majumdar, Universidad de Strathclyde
- Bianca de Stavola, University College de Londres
- Sara Lombardo, Universidad de Loughborough
- Wendy Mackay, Inria, París-Saclay, Francia
- Yvonne Rogers, University College Londres
- Alexandra Silva, University College Londres[17]
- Nobuko Yoshida, Imperial College de Londres
- Sue Sentance,[18] Fundación Raspberry Pi del King's College de Londres
- Anne-Marie Imafidon, STEMettes

### 2019
Ingeniería y Ciencias Físicas 
- Moira Jardine [20]
- Sarah Harris
- Róisín Owens [21]

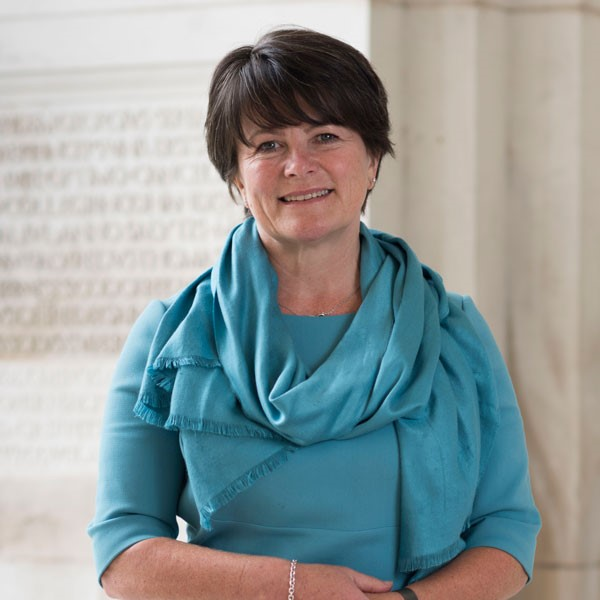
Karen Holford ganó el premio en 2019.

- Tiny de Keuster, Universidad de Gante [22]
- Karen Holford, CBE Británico Francés
- Serena Best [23]
- Tara Garnett
- Isabel Palacios
- Amina Helmi [24]
- Sue Kimber
- Marzieh Moosavi-Nasab
- Melinda Duer

### 2018

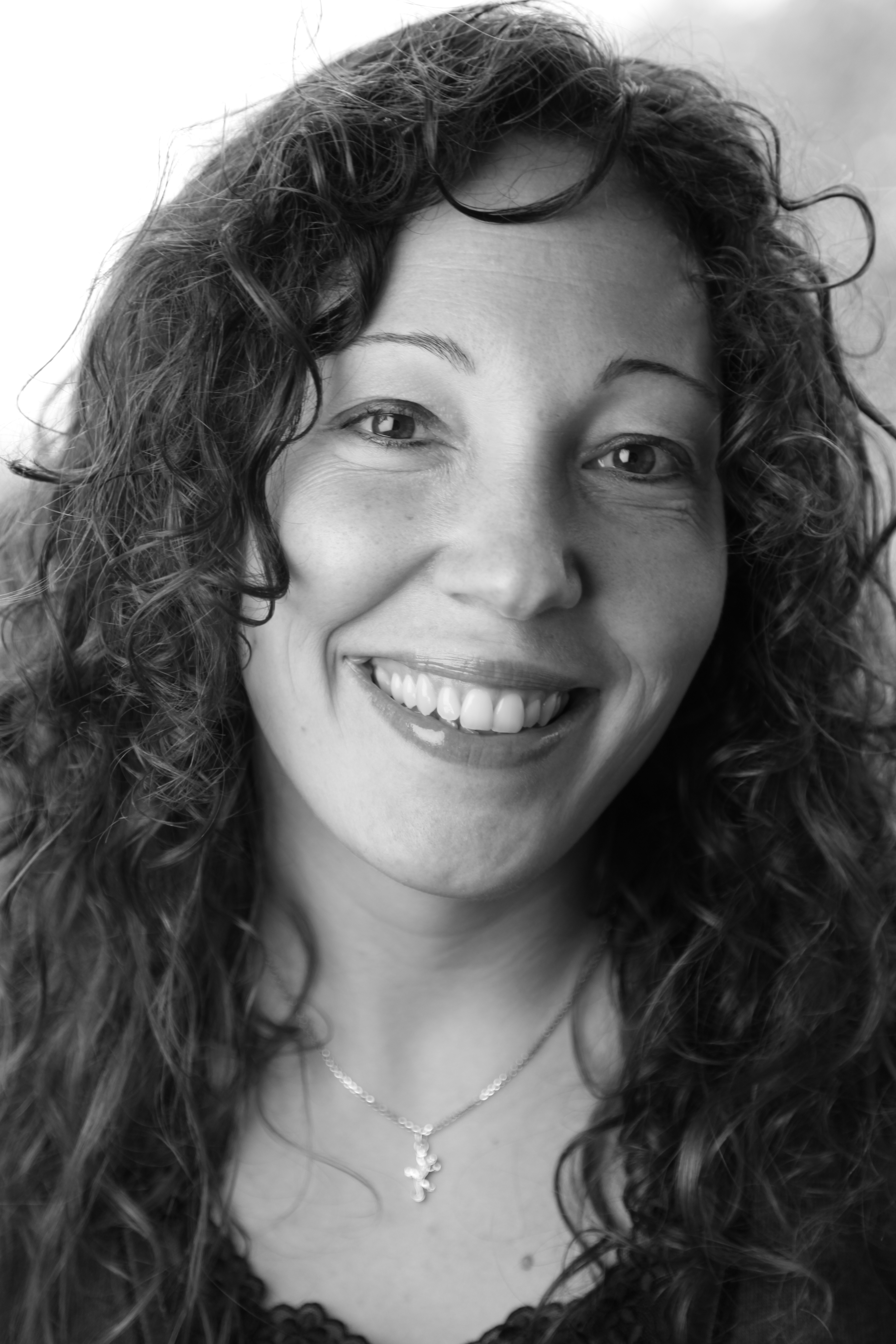
Nina Snaith ganó el premio en 2018.

Ciencias de la vida:
- Cathy Price
- Rebecca Voorhees
- Claire Rougeulle
- Denise Head
- Jenny Martín
- Ana Wu
- Mikala Egeblad
- Irene Miguel-Aliaga
- Anat Mirelman
- Elizabeth Bradbury [25] [26]
- Susan M. Gaines

Matemáticas y Computación 
- Ruth Keogh
- Tereza Neocleous
- Nina Snaith[28]
- Daniela De Angelis
- Eugenie Hunsicker
- Sally Fincher
- Julie McCann
- Jane Hillston
- Ursula Martin
- Hannah Dee
- Vicky Neale

### 2017

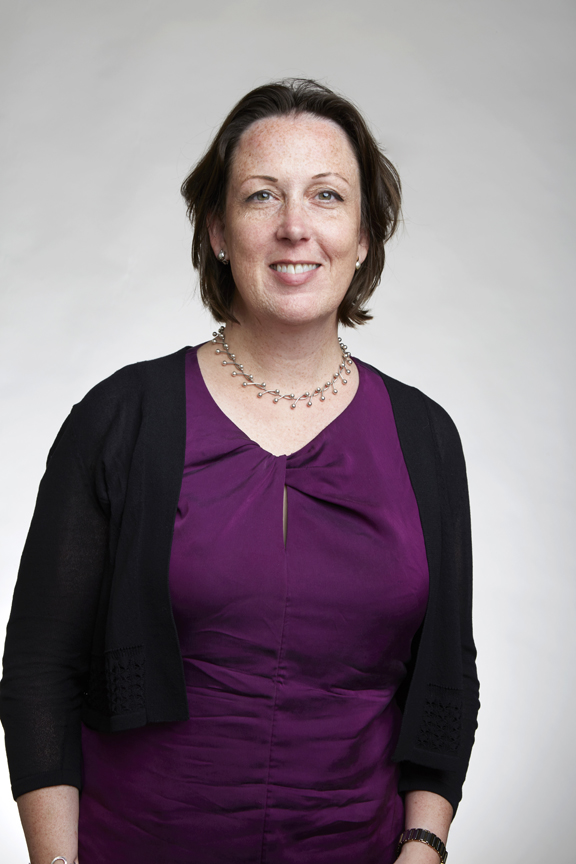
Sheila Rowan ganó el premio en 2017.

Ingeniería
- Lyndsay Fletcher [29]
- Sarah Staniland [29]
- Rylie Verde [29]
- Kerstin Meints [29]
- Sheila Rowan [30]
- Cathy Holt [29]
- Sabine Gabrysch [29]
- Marta Vicente Crespo [29]
- Marileen Dogterom [29]
- Sheila MacNeil [29]
- Zohreh Azimifar [29]
- Sharon Ashbrook [29]

### 2016

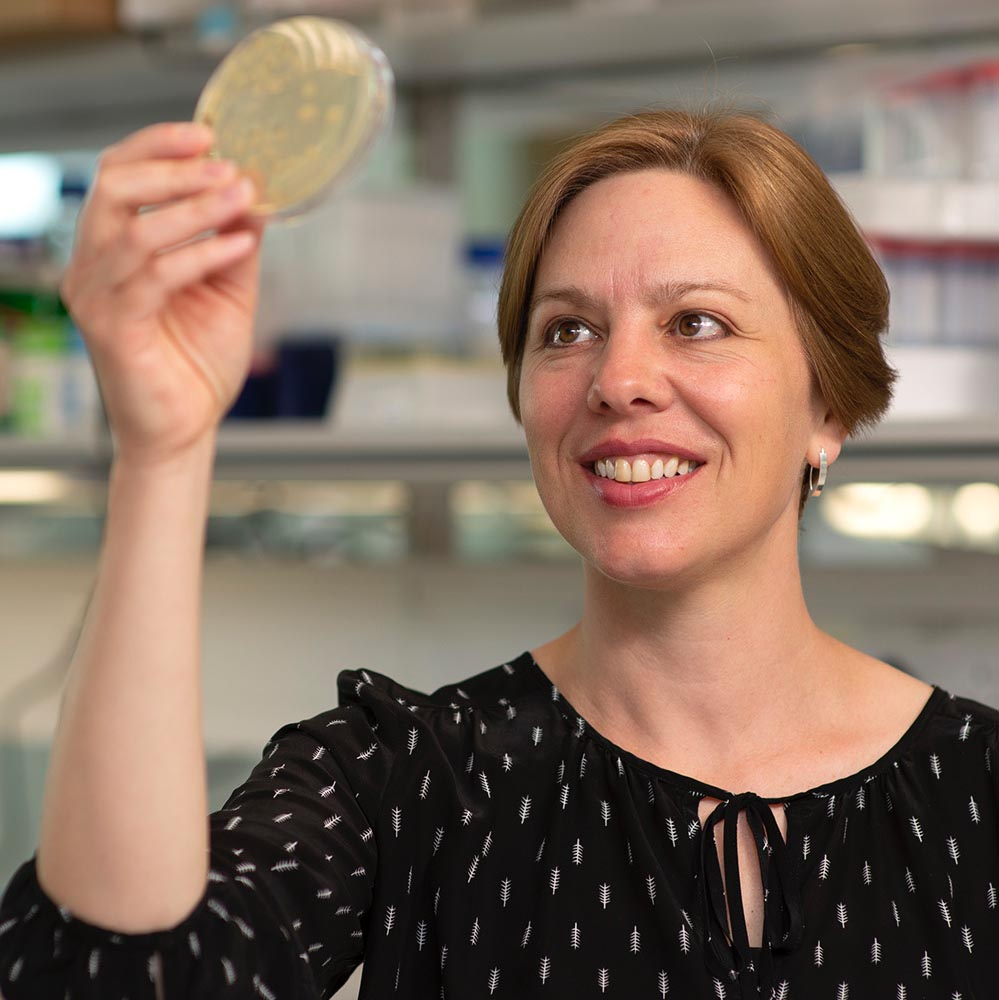
Lori Passmore ganó el premio en 2016.

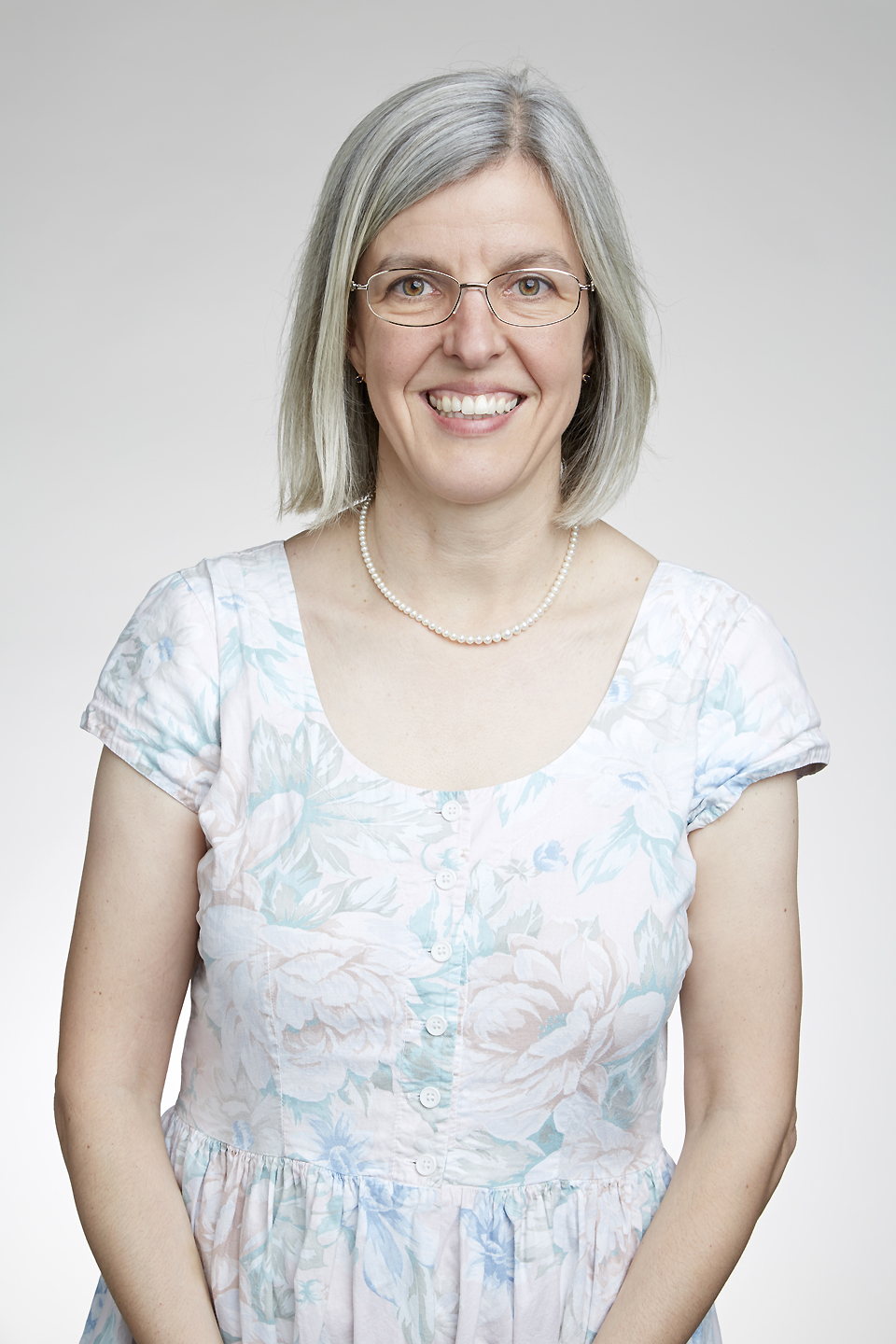
Christl Donnelly ganó el premio en 2016.

Ciencias de la vida:
- Kia Nobre
- Lori Passmore
- Déborah Bourc'his
- Uraina Clark
- Michelle James
- Marja Jäätelä
- Corinne Houart
- Sally John
- Catalina Becker
- Pippa Goldschmidt [31]

Matemáticas y computación:
- Christl Donnelly [31]
- Jane Hutton [31]
- Frances Kirwan [31]
- Silvia Richardson [31]
- Gwyneth Stallard [31]
- Ana Blandford [31]
- Muffy Calder [31]
- Leslie Ann Goldberg [31]
- Wendy Hall [31]
- Carron Shankland [31]
- Celia Hoyles [31] DBE FACS FIMA
- Shafi Goldwasser [31]
- Marta Kwiatkowska [31] FRS MAE
- Emma McCoy [31]

### 2015

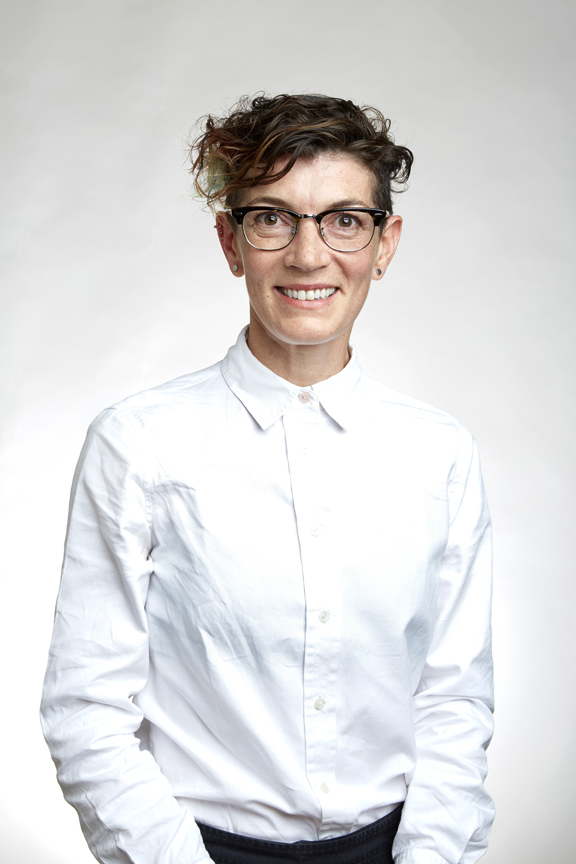
Polly Arnold ganó el premio en 2015.

- Lucie Green [32]
- Lorna Dougan [32]
- Anne Vanhoestenberghe  [32]
- Susan Condor, Loughborough [32]
- Anne Neville [33] OBE FRS FRSE FREng FIMechE
- Ruth Wilcox, Leeds [32]
- Anna Goodman (scientist) Escuela de Higiene y Medicina Tropical de Londres (LSHTM) [32]
- Silvia Muñoz-Descalzo Universidad de Bath [32]
- Patricia Bassereau, Instituto Curie [32]
- Alicia El Haj [32]
- Tamsin Edwards [32]
- Polly Arnold [32] OBE FRS FRSE FRSC

### 2014

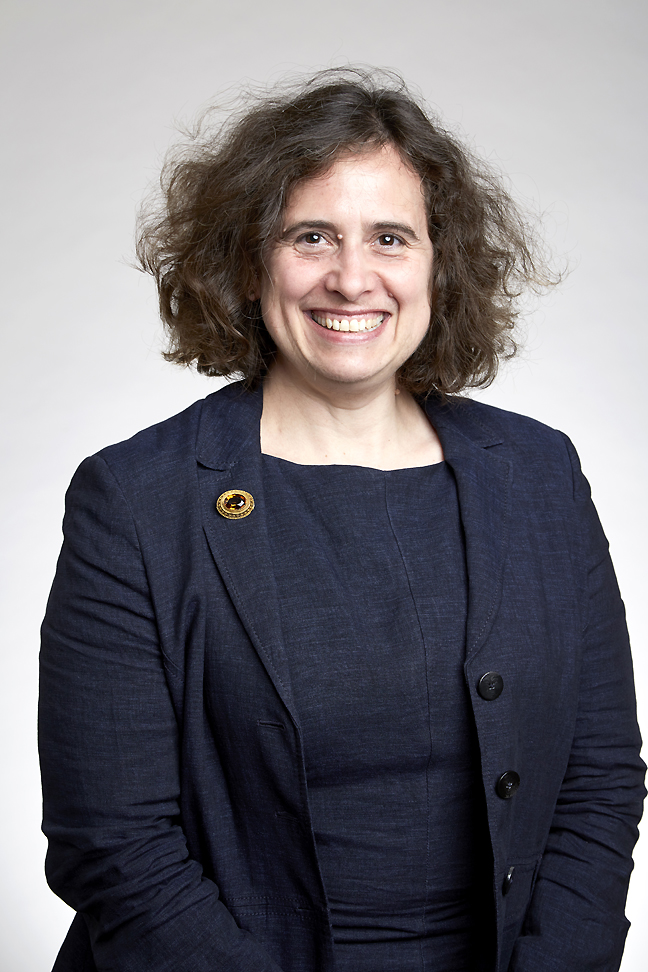
Anne Ferguson-Smith ganó el premio en 2014.

- Irene Tracey
- Shannon Au
- Anne Ferguson-Smith [34]
- Xiaomeng Xu
- Jane Endicott
- Sarah Bohndiek [35]
- Anja Groth
- Kate Storey
- Eleftheria Zeggini
- Lynda Erskine
- Jennifer Rohn [36]

### 2013

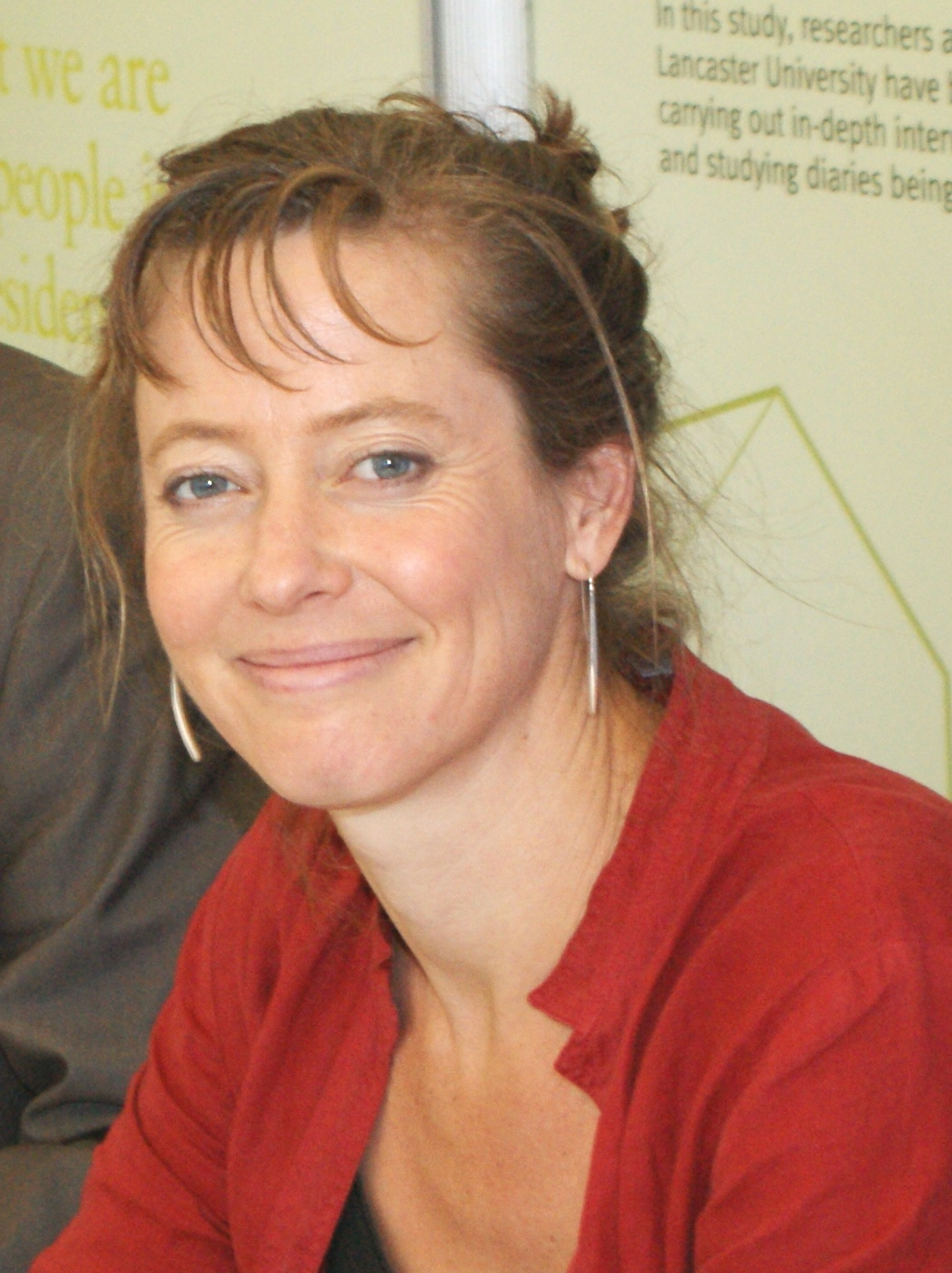
Kathy Sykes ganó el premio en 2013.

- Julia Higgins [37]
- Molly Stevens [37]
- Lesley Yellowlees [37]
- Eileen Ingham [37]
- Jennifer Nichols [37]
- Sally Macintyre [37]
- Susan Gathercole [37]
- Clare Elwell [37]
- Petra Schwille [37]
- Maggie Aderin-Pocock [37]
- Kathy Sykes [37]

### 2012

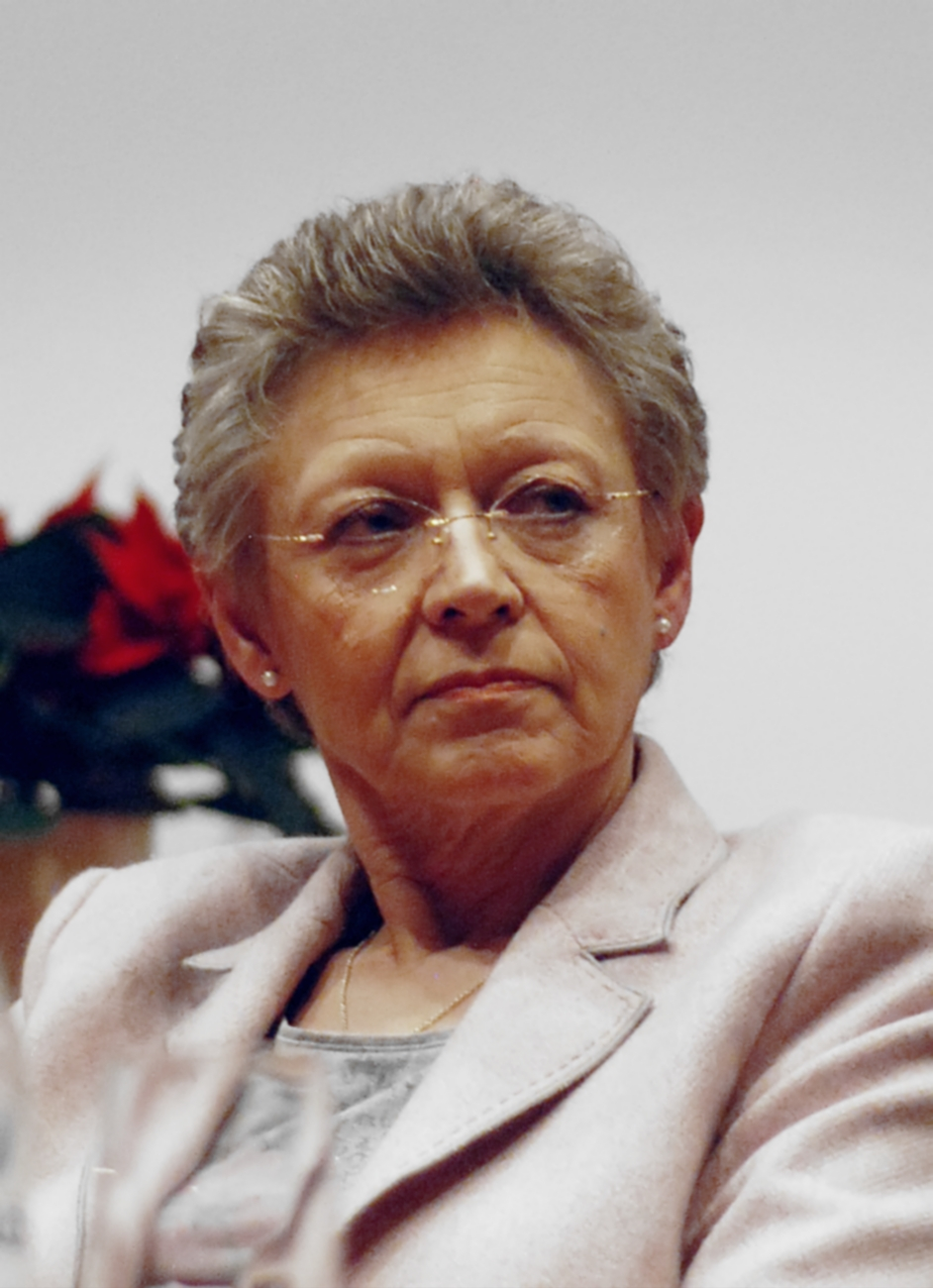
Francoise Barre-Sinoussi ganó el premio en 2012.

- Emily Holmes
- Tracey Barett [34]
- Nicole Soranzo [34]
- Bianca Acevedo [34]
- Françoise Barré-Sinoussi [34]
- Elizabeth Murchison [34]
- Edith Heard [34]
- Marysia Placzek [34]
- Sarah Teichmann [34]
- Christiana Ruhrberg [34]
- Georgina Ferry [34]

### 2011

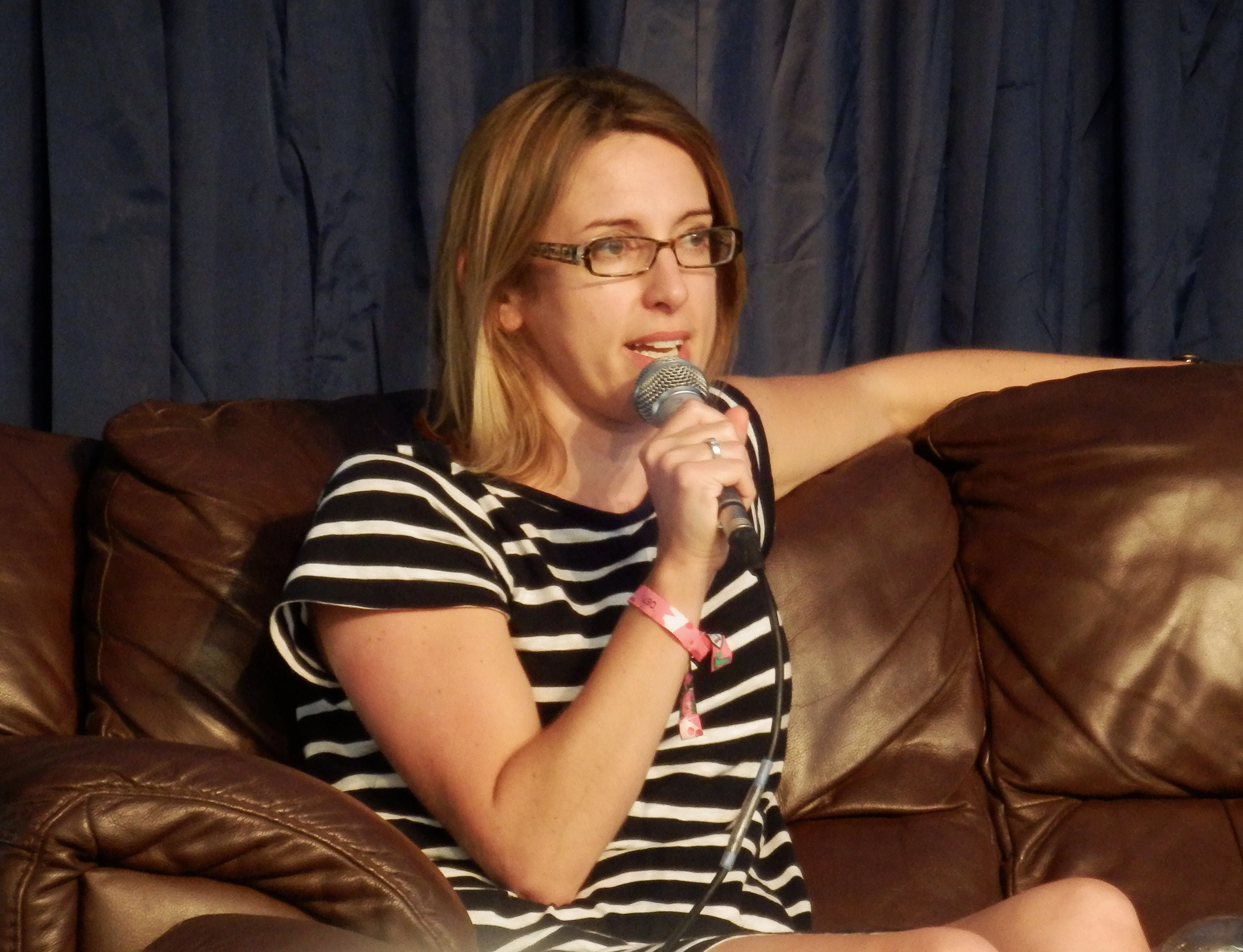
Sarah-Jayne Blakemore ganó el premio en 2011.

- Sarah-Jayne Blakemore [34]
- María Collins [34]
- Sally Davies [34]
- Helen Fisher [34]
- Vivienne Parry [34]
- Sohaila Rastan [38]
- Elizabeth Robertson [34]
- Janet Thornton [34]
- Fiona Watt [34]
- Brenda Maddox [34]